# جيمي كوبر
جيمي كوبر (بالإنجليزية: Jamie Cooper)‏ هو لاعب كرة قدم أسترالية ورسام أسترالي، ولد في 14 يونيو 1964.

## وصلات خارجية
- الموقع الرسمي
- جيمي كوبر على موقع AustralianFootball.com (الإنجليزية)
- جيمي كوبر على موقع AFLtables.com (الإنجليزية)